# Derren Brown
Derren Brown (ur. 27 lutego 1971 r.) – osobowość telewizyjna, showman lubiący określać swój zawód jako „psychologiczny iluzjonista”. Urodził się w Croydon, w południowym Londynie, gdzie uczęszczał do szkoły, w której jego ojciec był instruktorem pływania. Studiował prawo i filologię germańską na uniwersytecie w Bristolu, gdzie w 1996 roku rozpoczął serię występów jako hipnotyzer sceniczny.

## Derren Brown i telewizja
Od jego pierwszego telewizyjnego show na Kanale Czwartym pt. Derren Brown: Mind Control in 2000 Derren Brown był coraz bardziej znany dzięki umiejętności „czytania umysłu”. Brown zaraz na początku emisji programu Trick of the Mind (Umysłowa sztuczka) oświadczył, że swoje rezultaty osiągnął przy użyciu połączenia „magii, sugestii, psychologii, mylnego skierowania myśli i umiejętności przyciągania uwagi otoczenia”. Dzięki tym umiejętnościom i wprawie Brown przedstawił się jako ktoś, kto jest w stanie coś przepowiedzieć, a także wpływać na ludzkie myśli przy użyciu subtelnej sugestii, manipulować ich decyzjami za pomocą różnych procesów oraz odczytywać szczegółowe znaki psychiki ludzi oraz języka ciała w taki sposób, aby dowiedzieć się, o czym faktycznie myśli dana osoba. 

## Seans
Następnym przedsięwzięciem Browna był Seans wyemitowany na żywo 31 maja 2004 roku na Kanale 4. Do udziału w programie Derren zaprosił 12 sceptycznie nastawionych studentów z Uniwersytetu w Roehampton. Zebrał ich w Sali Eltham, twierdząc, że w tym miejscu dochodzi do zjawisk paranormalnych, po tym jak w 1974 roku 12 młodych ludzi popełniło samobójstwo. Po przedstawieniu historii tego miejsca, zaczął demonstrować metody, jakich kiedyś używali spirytyści.
Do programu mogli włączyć się też oglądający go widzowie. Derren rozłożył na stole 12 fotografii osób, które popełniły samobójstwo. Część była kolorowa, a część czarno biała. Studenci i widzowie mieli wybrać sobie jedną osobę ze zdjęć - tę, z którą czują „największy związek”. Po jej wybraniu Brown poinstruował, w jaki sposób trzeba przesuwać się po zdjęciach np. ruch w prawo do najbliższej czarno białej fotografii. Rozmieszczenie i instrukcje dotyczące ruchu zaplanowano tak, by niezależnie od tego, od którego obrazka się zaczyna, widz skończył na zdjęciu „Jane”. Dziesięciu studentów też wskazało Jane. Podczas sceny z planszą Ouija, „duch” kierował trzymanym przez uczestników kieliszkiem tak, że po przeliterowaniu wyszło imię Jane.
Następnie dwoje uczestników i widzowie zostali poproszeni o napisanie nazwy miasta. Obaj studenci wybrali Londyn. Ostatnim etapem było skontaktowanie się z duchem. Derren wybrał jedną osobę, by odegrała rolę medium. W czasie seansu, grupa nawiązała kontakt. Jedna ze studentek (medium) zaczęła mówić, że nazywa się Jane, podając przy tym szczegóły ze swojego życia. List i krótki film przedstawiony w trakcie seansu, potwierdziły te informacje.
Pod koniec programu Derren wyjaśnił część swoich manipulacji dotyczących fotografii, wzoru, według którego trzeba było się po nich poruszać i planszy Ouija. Ujawnił też, że historia z samobójstwem studentów nigdy nie miała miejsca, a Jane pokazano pod koniec programu jak odwiedza zaskoczonych uczestników. W swojej książce Sztuczki umysłu Brown ujawnia, że pomimo zapewnień, Seans nie był emitowany na żywo. Powiedział, że było to konieczne, by ludzie uwierzyli w to, co się wtedy działo.

## Mesjasz
7 stycznia 2005 roku ukazał się pierwszy odcinek z serii Mesjasz, w którym Derren Brown podróżuje po Stanach Zjednoczonych pod fałszywym nazwiskiem i próbuje przekonywać ludzi, że posiada specjalistyczną wiedzę z zakresu: chrześcijańskiej ewangelii, uprowadzeń przez obcych, siły psychicznej, teorii New Age i kontaktu ze zmarłymi.
Dzięki swoim technikom udaje mu się natychmiast przekonać czterech z pięciu „ekspertów” z każdej dziedziny, że naprawdę posiada niezwykłe zdolności. Piąty ekspert, chrześcijański ewangelista Curt Nordheilm, był pod wrażeniem występu Browna, ale przed udzieleniem mu poparcia poprosił o dodatkowe spotkanie. Ideą programu miało być zwrócenie uwagi na siłę sugestii w odniesieniu do wiary i ludzkich zdolności. Derren w każdym z eksperymentów zademonstrował to w bardzo czytelny sposób. Powiedział też, że jeśli ktoś oskarżyłby go o oszustwo, on natychmiast przyznałby się do tego i wszystko wyjaśnił. Doszedł do wniosku, że ludzie skłaniają się do tego, by wysłuchiwać tylko tych rzeczy, które są zgodne z ich własnymi poglądami, a sprzeczne dowody ignorować. W psychologii jest to znane jako uprzedzone nastawienie.

## Trick or Treat
Trick or Treat pojawił się na Kanale 4 w 2007 roku. W programie występuje ochotnik, który przeżyje miłe lub straszne doświadczenie. To, które go spotka, zależy od tego, jaką kartę wybierze. Jeżeli wylosuje kartę z psikusem (trick), spotka go coś strasznego, a jeżeli z przyjemnością (treat), przeżyje coś miłego. W pierwszym sezonie uczestnicy, wbrew pozorom, nie mieli wpływu na wybór doświadczenia, gdyż karty były ambigramami. Zmieniono to w drugim sezonie, gdzie pojawiły się już zwykłe karty.

## System
1 lutego 2008 roku na Kanale 4 wyemitowano „System”. W programie Derren Brown postanowił zademonstrować system obstawiania w wyścigach konnych dający — jak stwierdził — 100% gwarancję wygranej.
Osobą, której udało się 5 razy z rzędu wygrać, była Khadisha, której Derren wysyłał przewidywane wyniki gonitw. W finałowym, szóstym wyścigu zachęcił ją, by obstawiła jak największą sumę pieniędzy. Po tym, jak obstawił ostatni zakład Khadishy za 4000 funtów, powiedział jej, że tak naprawdę żaden system nigdy nie istniał i nie wie on, jaki koń wygra w tym wyścigu. Wiara w System pozwoliła Khadishy postawić ogromną sumę w części pożyczonych pieniędzy w wyścigu, którego wyniku nie sposób przewidzieć.
Derren wyjaśnił, że Khadisha nie była jedyną osobą, której dawał instrukcje, jakiego konia obstawić. Na początku skontaktował się z 7776 ludźmi i podzielił ich losowo na sześć grup, czyli tyle, ile koni brało udział w pierwszym (i każdym następnym) wyścigu, przypisując każdej grupie innego konia do obstawienia. Każda z osób myślała, że jest jedyną, z którą Derren się kontaktował. Ponieważ w każdym wyścigu 5 z 6 koni przegrywa, 5 z 6 grup osób także przegrywało i odpadało z systemu. Z każdym wyścigiem liczba osób pozostających w grze zmniejszała się więc sześciokrotnie, aż pozostało 6 osób (w tym Khadisha) obstawiających w piątej gonitwie. Khadisha trafiła na zwycięskiego konia. Tym samym wygrała 5 razy z rzędu dzięki temu, że System gwarantował pozostanie jednej osoby, która nie przegra. 
Derren porównuje „niemożliwość” przewidzenia wyników 5 wyścigów z rzędu do „niemożliwości” wyrzucenia monetą 10 razy z rzędu orła. Jest to mało prawdopodobne, ale jednak możliwe. W programie pokazane jest jak Derren podrzucał monetę tak długo, aż 10 razy z rzędu wypadł orzeł, co zajęło mu dziewięć godzin.
Kiedy obstawiony w ostatnim wyścigu koń poniósł klęskę, Khadisha była przekonana, że przegrała wszystkie pieniądze. Derren powiedział jej wtedy, by jeszcze raz spojrzała na trzymany w ręce zakład. Okazało się, że widnieje na nim imię zwycięskiego konia. Dzięki temu Khadisha wygrała 13000 funtów. Derren wyjaśnił, że kiedy poszedł obstawić zakład, zdecydował się na zmianę konia.

## Życie prywatne
Brown jest jawnym gejem.

## Książki
- Derren Brown, Sztuczki umysłu. Poznaj mechanizmy ludzkich zachowań.. Wydawnictwo Czarna Owca Sp. z o.o., Warszawa 2008, ss. 384. ISBN 978-83-7554-077-2
- Derren Brown, Wyznania magika.. Wydawnictwo Czarna Owca Sp. z o.o., Warszawa 2013, ss. 272. ISBN 978-83-7554-547-0